# 蒋如铭
蒋如铭（1947年—），江苏扬州人，汉族，中华人民共和国政治人物、第十一届全国人民代表大会江西地区代表。
毕业于南京大学化学系结构化学专业，是中共党员。担任江西省人大常委会原副主任。2008年起担任全国人大代表。